# Plesiomma testaceum
Plesiomma testaceum là một loài ruồi trong họ Asilidae. Plesiomma testaceum được Fabricius miêu tả năm 1805. Loài này phân bố ở vùng Tân nhiệt đới.